# Thomas Whitbread
Pour les articles homonymes, voir Whitbread.
Thomas Whitbread (alias Harcourt), né en 1618 dans le comté d'Essex (Angleterre) et mort (exécuté) le 20 juin 1679 à Londres (Angleterre) était un prêtre jésuite anglais. Supérieur provincial des jésuites, il fut accusé de participation à un prétendu « complot papiste » et exécuté. 

## Biographie

### Formation
Thomas Whitbread fait ses études secondaires au collège des jésuites anglais en exil, à Saint-Omer, alors dans les Pays-Bas méridionaux. Il entre ensuite au noviciat de Watten, à quelque 10 kilomètres de là (7 septembre 1635). Ordonné prêtre à Liège le 15 avril 1645 - et sa formation jésuite étant terminée - il retourne dans son pays natal, sans doute en 1647.
Son ministère pastoral durera 32 ans surtout dans la région de Londres et Est-Anglie. Supérieur provincial des jésuites en Angleterre en 1678 il anime une congrégation provinciale qui se tient au palais Saint-Jacques (St.James’ Palace) du 24 au 26 avril. La même année il fait la visite canonique des maisons et collèges anglais sur le continent, dont celui de Saint-Omer. Il refuse d’admettre dans la Compagnie de Jésus Titus Oates, qui en faisait la demande.

### Le «Complot papiste»
Peu après (toujours en 1678), revenu en Angleterre, Titus Oates prétend avoir éventé un « Complot papiste » en vue d’assassiner le roi Charles II pour le remplacer sur le trône par son frère (catholique) le duc d’York. L’affaire montée avec son complice Israël Tonge fait grand bruit et dresse la population du royaume contre les catholiques (ce qui était son but).

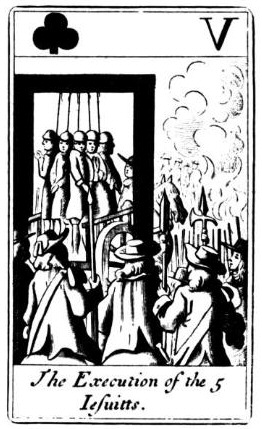
L'exécution des cinq Jésuites (sur une carte à jouer).

Thomas Whitbread se trouve parmi les accusés. Il est arrêté avec son assistant Edward Mico, 29 septembre 1678, bien que gravement malade. Début novembre, après avoir été interrogé par un comité parlementaire, Whitbread est transféré à la prison de Newgate et jugé (17 décembre) au tribunal de Newgate, avec deux autres jésuites, William Ireland et John Fenwick. Un moine bénédictin, Thomas Pickering et un laïc, John Grove, proche collaborateur des jésuites sont également sur le banc des accusés. Tous sont inculpés de haute trahison pour implication dans le complot présumé de Oates. Les preuves étant insuffisantes pour Whitbread et Fenwick, leur procès est remis au 13 juin 1679. Les trois autres, Pickering, Grove et Ireland sont reconnus coupables, condamnés à mort et exécutés à Tyburn.
Au second procès (13 juin 1679) trois jésuites supplémentaires se trouvent sur le banc des accusés: William Harcourt, John Gavan et Anthony Turner, accusés du même délit de complot contre le roi. Bien que plusieurs témoignages de l’accusation aient été prouvés faux sur de nombreux points Whitbread et ses compagnons sont reconnus coupables et condamnés à mort. Les cinq sont pendus et écartelés le 20 juin 1679. Une semaine plus tard ils sont enterrés par leurs amis au cimetière de Saint-Gilles-aux-Champs. Tous les cinq ont été béatifiés par le pape Pie XI le 15 décembre 1929.
La prétendue « conspiration papiste » coûtera la vie à 22 innocents, entre 1678 et 1681, avant que la cabale ne soit éventée. Accusé de parjure, Titus Oates sera condamné et passera trois ans en prison.

## Vénération
Béatifié le 15 décembre 1929 par Pie XI, il est fêté le 20 juin.